# Flowers in the Dirt
Flowers in the Dirt es el octavo álbum de estudio del músico británico Paul McCartney, publicado por la compañía discográfica Parlophone en junio de 1989. Tras su lanzamiento, fue considerado por gran parte de la prensa musical como un retorno a la formalidad musical, debido en parte a que fue acompañado de sus primeros conciertos desde la gira Wings Over the World Tour en 1975. El álbum fue también destacado por la prensa por su calidad musical, que reportó a McCartney sus mejores reseñas en años. 
A nivel comercial, Flowers in the Dirt alcanzó el primer puesto en la lista de discos más vendidos del Reino Unido y llegó al top 10 en países como Suecia, Italia, España, Francia, Alemania y Japón. El álbum también produjo varios sencillos de éxito como «My Brave Face», el último top 40 en los Estados Unidos alcanzado por cualquier Beatle.

## Historia
Tras las exiguas ventas de su anterior trabajo, Press to Play, McCartney comprendió que debía trabajar duro en su siguiente álbum. Ello le llevó a pasar cerca de 18 meses perfeccionando el sonido de Flowers in the Dirt con la ayuda de numerosos productores musicales. Un aspecto positivo de las sesiones fue la alianza de McCartney con el músico Elvis Costello, con quien comenzó a componer varias canciones. 
McCartney encontró en su asociación con Costello un compositor con quien estableció un grado de confianza cercano al que tuvo con John Lennon durante la existencia de The Beatles, e incluso descubrió que ambos compartían aspectos de la personalidad. Además de la labor compositiva, Costello participó en el álbum cantando el tema «You Want Her Too» con Paul. Otro músico invitado fue David Gilmour quien grabó la guitarra eléctrica en el tema «We Got Married», específicamente, en la maqueta original de 1984 que se usaría para añadirle overdubs y arreglos en 1988 para el corte final del álbum. Esta maqueta, sin la edición final, puede encontrarse en diversos bootlegs.
Con la intención de preparar su primera gira en casi 15 años, McCartney formó un grupo cohesivo para salir a la carretera y que apareció en varias de las canciones de Flowers in the Dirt. Entre los músicos figuraban Hamis Stuart, conocido por su trabajo con la Average White Band, y Robbie McIntosh, antiguo miembro del grupo The Pretenders. El grupo se completó con Chris Whitten en la batería, Paul "Wix" Wickens en los teclados y la mujer de Paul, Linda McCartney. De los cinco miembros del grupo, Paul "Wix" Wickens es el único músico asociado a McCartney hasta la actualidad.
El proyecto finalizó en febrero de 1989 con la grabación de «Rough Ride» para un especial televisivo titulado Put It There. En las mismas sesiones, McCartney grabó una nueva versión de «The Long and Winding Road» y la canción «Party Party».

## Publicación
El primer sencillo de Flowers in the Dirt, «My Brave Face», fue publicado en mayo de 1989 y obtuvo un importante éxito en Estados Unidos, donde alcanzó el puesto 25, mientras que en el Reino Unido entró en el puesto 18 de las listas de éxitos.
La expectación creada con «My Brave Face» favoreció que Flowers in the Dirt, publicado un mes después, entrara directamente en lo más alto de la lista de discos más vendidos del Reino Unido. En Estados Unidos la reacción comercial superó a su predecesor, Press to Play, y el álbum se alzó hasta el puesto 21, aunque no obtuvo el mismo éxito que los primeros trabajos de McCartney.
Un segundo sencillo, «This One», igualó el éxito de «My Brave Face» al alcanzar el puesto 18 en la lista de éxitos. Sin embargo, otros dos sencillos, «Figure of Eight» y «Put It There», corrieron menos suerte. 
Tras el éxito comercial y de crítica de Flowers in the Dirt, McCartney inauguró la gira The Paul McCartney World Tour el 26 de septiembre de 1989, que incluyó conciertos en Norteamérica, Europa, Japón y Brasil y fue una de las giras con mayor recaudación.
En 1990, Flowers in the Dirt fue nominado al Grammy en la categoría de mejor arreglo para álbum, mientras que el video de «My Brave Face» fue nominado en la categoría de mejor video musical.

## Reediciones
Una versión limitada de Flowers in the Dirt, titulada World Tour Pack y vendida en un cofre, se publicó en Gran Bretaña en octubre de 1989 y en Estados Unidos en enero de 1990. El set incluía un sencillo de 7 pulgadas de la canción «Party Party» en su edición en vinilo, y el mismo sencillo en formato CD en la edición en disco compacto del cofre. Ambas ediciones incluían también un póster del grupo, un calendario con el itinerario de la gira y seis postales.
En marzo de 1990 se publicó otra edición limitada de Flowers in the Dirt con un disco extra de ocho canciones publicado exclusivamente en Japón. El disco incluía la canción «P.S. Love Me Do», una combinación de dos canciones de The Beatles, «Love Me Do» y «P.S. I Love You», cuyos derechos posee MPL Communications, empresa de McCartney, y «Mama's Little Girl», un outtake de las sesiones de grabación del álbum de Wings Red Rose Speedway.
En 1993, Flowers in the Dirt fue remasterizado y reeditado en formato CD como parte de la serie The Paul McCartney Collection con tres temas extra: «Back On My Feet», «Flying To My Home» y «Loveliest Thing».
En 2015, con la llegada de las remasterizaciones de Tug Of War y Pipes Of Peace, en la hojita sobre las siguientes remasterizaciones aparece que la siguiente reedición va a ser Flowers In The Dirt. Sin embargo, el lanzamiento para 2016 fue aplazado un año más con el lanzamiento del álbum recopilatorio Pure McCartney; siendo lanzada la reedición de Flowers In The Dirt el 23 de marzo de 2017 en su versión de lujo y estándar.
```
Al igual que 
Tug Of War y Pipes Of Peace, Flowers In The Dirt
 fue publicado en varios formatos, siendo así parte de la serie 
The Paul McCartney Archive Collection
:
[
8
]
```

- Edición especial. Incluye dos CD, el primero con el álbum original remasterizado en los Abbey Road Studios y un CD adicional con nueve temas en acompañamiento con Elvis Costello nunca antes lanzados.
- Edición en vinilo. Incluye dos discos de vinilo de 180 gramos con el mismo material de la edición especial.
- Edición deluxe. Incluye tres CD y un DVD en formato de caja. Los dos primeros CD incluyen el material de la edición especial; el tercer CD añade nueve demos de 1988 nunca antes lanzados, y el DVD presenta material de archivo inédito, 10 diferentes vídeos musicales y el documental Put It There, con duración de una hora. La edición también incluye un libro de 112 hojas donde se relata la creación del álbum; un cuaderno de 32 páginas con notas y letras de las canciones escritas a mano por McCartney; un álbum de fotos extraídas de las dos versiones del video musical This One, de 64 páginas; y un catálogo de exhibición de 32 páginas de Linda McCartney, presentando diferentes tomas de la cáratula del álbum.
- Descarga Digital.

## Lista de canciones
Todos los temas compuestos por Paul McCartney excepto donde se anota.
| Cara A |                                         |                                 |                                      |          |  |
| N.º    | Título                                  | Escritor(es)                    | Productor(es)                        | Duración |  |
| 1.     | «My Brave Face»                         | Paul McCartney, Declan MacManus | McCartney, Froom, Dorfsman           | 3:18     |  |
| 2.     | «Rough Ride»                            |                                 | Horn, McCartney, Lipson              | 4:43     |  |
| 3.     | «You Want Her Too» (con Elvis Costello) | Paul McCartney, Declan MacManus | McCartney, Dorfsman, Froom, Costello | 3:11     |  |
| 4.     | «Distractions»                          |                                 | McCartney                            | 4:38     |  |
| 5.     | «We Got Married»                        |                                 | McCartney, Foster                    | 4:57     |  |
| 6.     | «Put It There»                          |                                 | McCartney                            | 2:07     |  |

| Cara B |                          |                                 |                                      |          |  |
| N.º    | Título                   | Escritor(es)                    | Productor(es)                        | Duración |  |
| 7.     | «Figure of Eight»        |                                 | Horn, McCartney, Lipson              | 3:25     |  |
| 8.     | «This One»               |                                 | McCartney                            | 4:10     |  |
| 9.     | «Don't Be Careless Love» | Paul McCartney, Declan MacManus | McCartney, Costello, Froom           | 3:18     |  |
| 10.    | «That Day Is Done»       | Paul McCartney, Declan MacManus | McCartney, Costello, Dorfsman, Froom | 4:19     |  |
| 11.    | «How Many People»        |                                 | Horn, McCartney, Lipson              | 4:14     |  |
| 12.    | «Motor of Love»          |                                 | Hughes, McCartney, Cullum            | 6:18     |  |

| Temas extra (reedición de 1993) |                                                                |                                 |                         |          |  |
| N.º                             | Título                                                         | Escritor(es)                    | Productor(es)           | Duración |  |
| 13.                             | «Où est le Soleil ?» (Bonus track en ediciones en CD y casete) |                                 | Horn, McCartney, Lipson | 4:45     |  |
| 14.                             | «Back on My Feet»                                              | Paul McCartney, Declan MacManus | Ramone                  | 4:24     |  |
| 15.                             | «Flying to My Home»                                            |                                 | McCartney               | 4:15     |  |
| 16.                             | «Loveliest Thing»                                              |                                 | Ramone                  | 3:58     |  |

| Disco dos (edición especial japonesa) | |                                                                                          |          |  |
| N.º                                   | Título | Escritor(es)                                                                             | Duración |  |
| 1.                                    | «Message» |                                                                                          | 0:28     |  |
| 2.                                    | «The Long and Winding Road» (Del video Put It There)                                                                               | John Lennon, Paul McCartney                                                              | 3:51     |  |
| 3.                                    | «Loveliest Thing» |                                                                                          | 3:59     |  |
| 4.                                    | «Rough Ride» |                                                                                          | 4:53     |  |
| 5.                                    | «Ou est le Soleil (7" Mix)» |                                                                                          | 4:50     |  |
| 6.                                    | «Mama's Little Girl» (Descarte de las sesiones de grabación de Red Rose Speedway)                                                  |                                                                                          | 3:41     |  |
| 7.                                    | «Same Time Next Year» (Descarte de las sesiones de grabación de Back to the Egg)                                                   |                                                                                          | 3:06     |  |
| 8.                                    | «Party, Party» | McCartney/Linda McCartney/Robbie McIntosh/Hamish Stuart/Chris Whitten/Paul "Wix" Wickens | 5:35     |  |
| 9.                                    | «P.S. Love Me Do» (Mezcla de «P.S. I Love You» y «Love Me Do», únicas canciones de The Beatles bajo dominio de MPL Communications) | Paul McCartney, John Lennon                                                              | 3:40     |  |

## Personal
- Paul McCartney: voz, guitarras acústica y eléctrica, bajo, piano, sintetizadores, batería, pandereta, percusión, celeste, cítara, armonium, mellotrón, fliscorno, bongos, violín, teclados, coros y palmas
- Linda McCartney: mini-moog, coros y palmas.
- Robbie McIntosh: guitarras acústica y eléctrica.
- Hamish Stuart: guitarras eléctrica y acústica, bajo, percusión y coros.
- Chris Whitten: batería, percusión y palmas.
- Paul "Wix" Wickens: teclados
- Elvis Costello: voz, teclados y coros.
- David Gilmour: guitarra eléctrica en "We Got Married"
- David Foster: teclados
- Dave Mattacks: batería
- Guy Barker: trompeta
- Steve Lipson: bajo, programación, guitarra eléctrica y teclados.
- Trevor Horn: teclados y palmas.
- Nicky Hopkins: piano
- Mitchell Froom: teclados
- David Rhodes: e bow
- Judd Lander: armónica
- Chris Davis:saxofón
- Chris White: saxofón
- Dave Bishop: saxofón
- John Taylor: corneta
- Tony Goddard: corneta
- Ian Peters: bombardino
- Ian Harper: trompa alto

## Posición en listas
| País           | Lista                   | Posición |
| -------------- | ----------------------- | -------- |
| Alemania       | Media Control Chart     | 9        |
| Australia      | ARIA Albums Chart       | 18       |
| Austria        | Ö3 Austria Top 40       | 18       |
| Canadá         | RPM Albums Chart        | 16       |
| España         | Spanish Albums Chart    | 4        |
| Estados Unidos | Billboard 200           | 21       |
| Italia         | Italian Albums Chart    | 3        |
| Noruega        | Norwegian Top 40 Albums | 1        |
| Países Bajos   | Mega Albums Top 100     | 15       |
| Reino Unido    | UK Albums Chart         | 1        |
| Suecia         | Swedish Albums Chart    | 2        |
| Suiza          | Swiss Music Charts      | 13       |

| Sencillo          | País           | Lista                         | Posición |
| ----------------- | -------------- | ----------------------------- | -------- |
| «My Brave Face»   | Australia      | ARIA Singles Chart            | 25       |
| «My Brave Face»   | Canadá         | RPM Singles Chart             | 17       |
| «My Brave Face»   | Estados Unidos | Billboard Hot 100             | 25       |
| «My Brave Face»   | Estados Unidos | Mainstream Rock Tracks        | 12       |
| «My Brave Face»   | Estados Unidos | Hot Adult Contemporary Tracks | 4        |
| «My Brave Face»   | Reino Unido    | UK Singles Chart              | 18       |
| «This One»        | Reino Unido    | UK Singles Chart              | 18       |
| «Figure of Eight» | Estados Unidos | Billboard Hot 100             | 92       |
| «Figure of Eight» | Reino Unido    | UK Singles Chart              | 42       |
| «Put It There»    | Reino Unido    | UK Singles Chart              | 32       |

## Certificaciones
| Fecha                    | País           | Organismo certificador | Certificación | Ventas certificadas |
| ------------------------ | -------------- | ---------------------- | ------------- | ------------------- |
| 1 de enero de 1990       | Reino Unido    | BPI                    | Platino       | 300 000             |
| 30 de noviembre de 1989  | Canadá         | CRIA                   | Oro           | 50 000              |
| 7 de agosto de 1989      | Estados Unidos | RIAA                   | Oro           | 500 000             |
| 26 de septiembre de 1989 | Suecia         | GLF                    | Oro           | 50 000              |
| 31 de diciembre de 1989  | España         | Promusicae             | Doble platino | 200 000             |
| 31 de diciembre de 1989  | Francia        | SNEP                   | Oro           | 162 000             |
| 1 de enero de 1990       | Alemania       | BVMI                   | Oro           | 250 000             |